# Missões diplomáticas da Bélgica

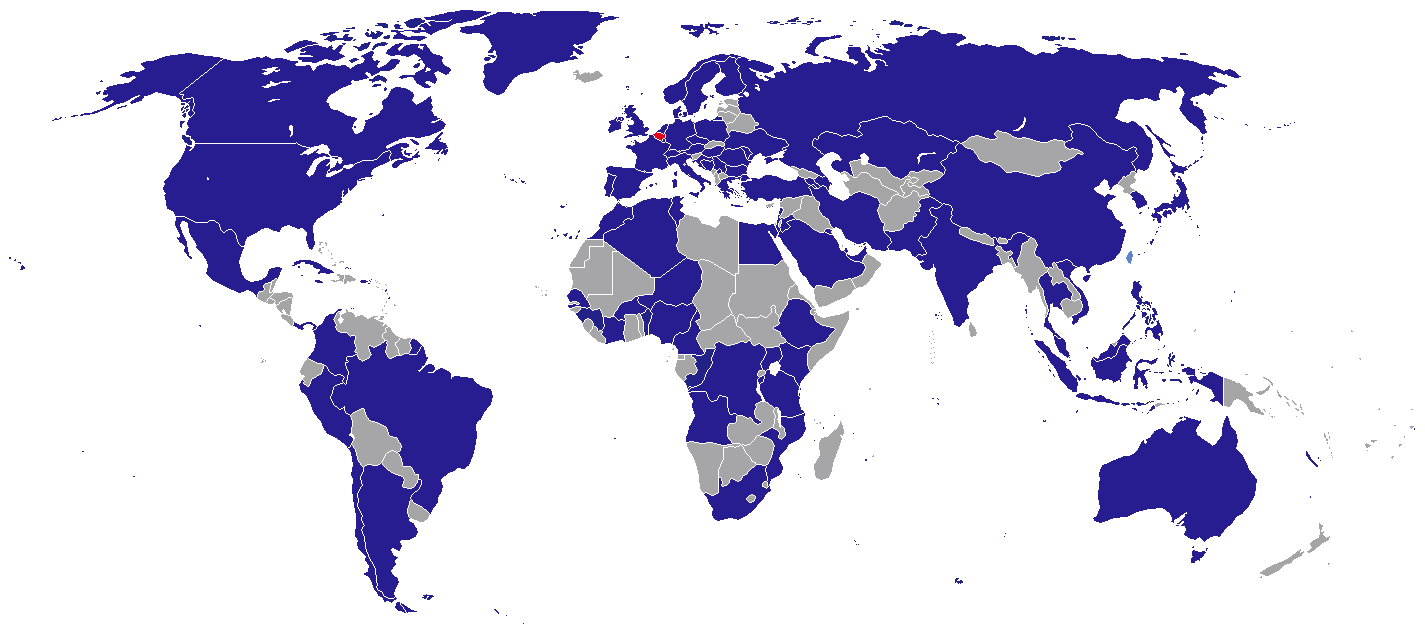
Mapa das missões diplomáticas da Bélgica.

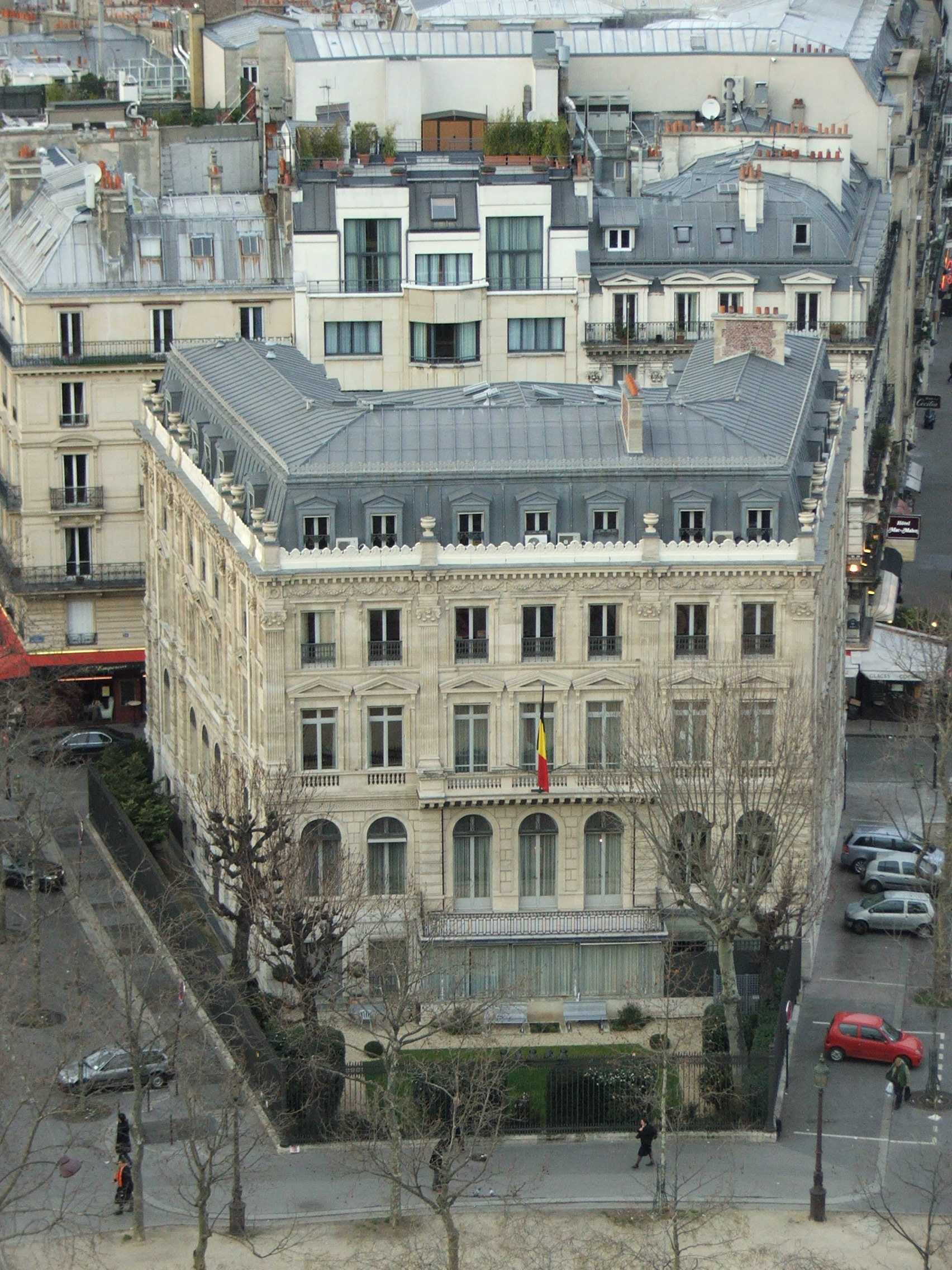
Embaixada da Bélgica em Paris.

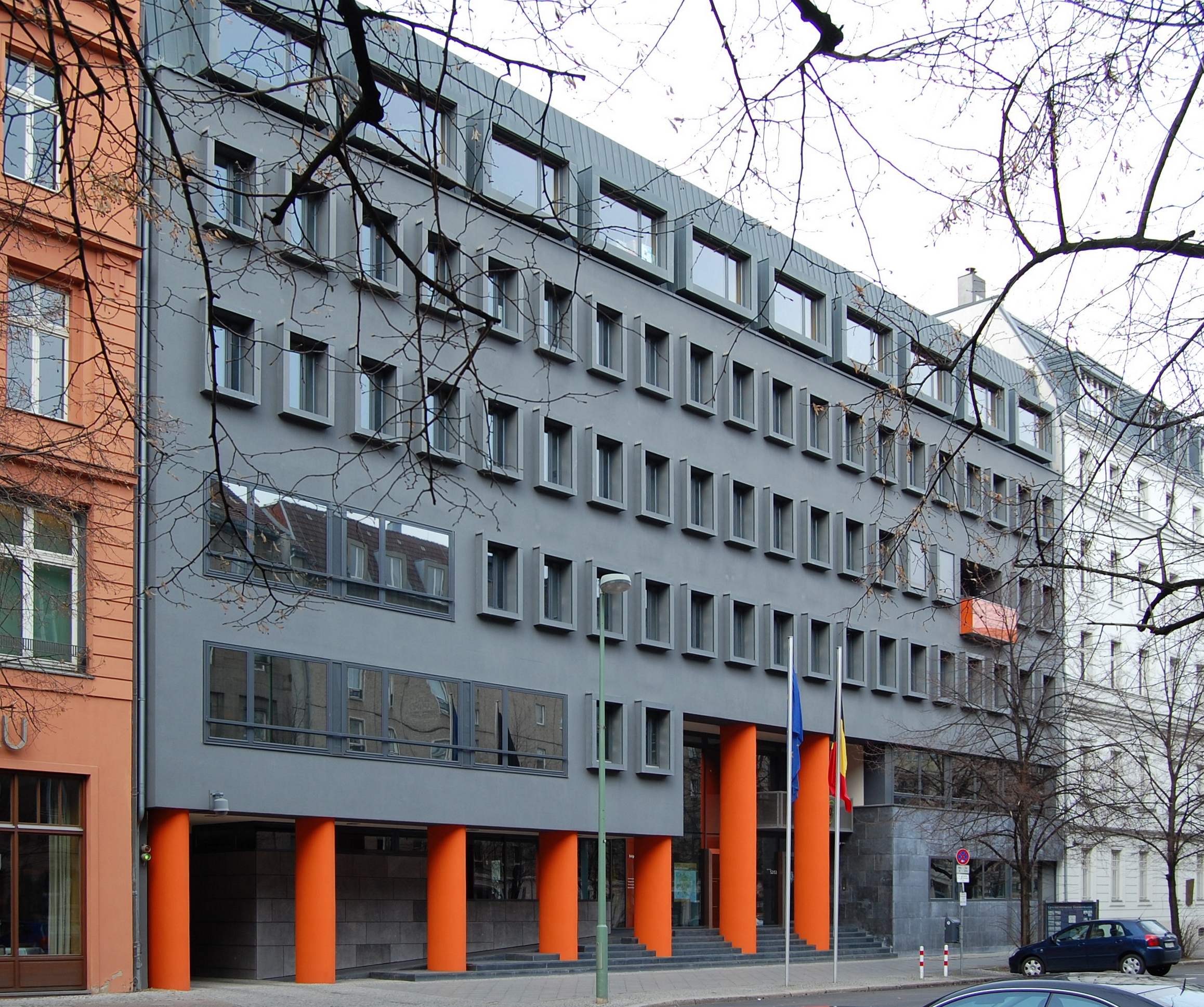
Embaixada da Bélgica em Berlim.

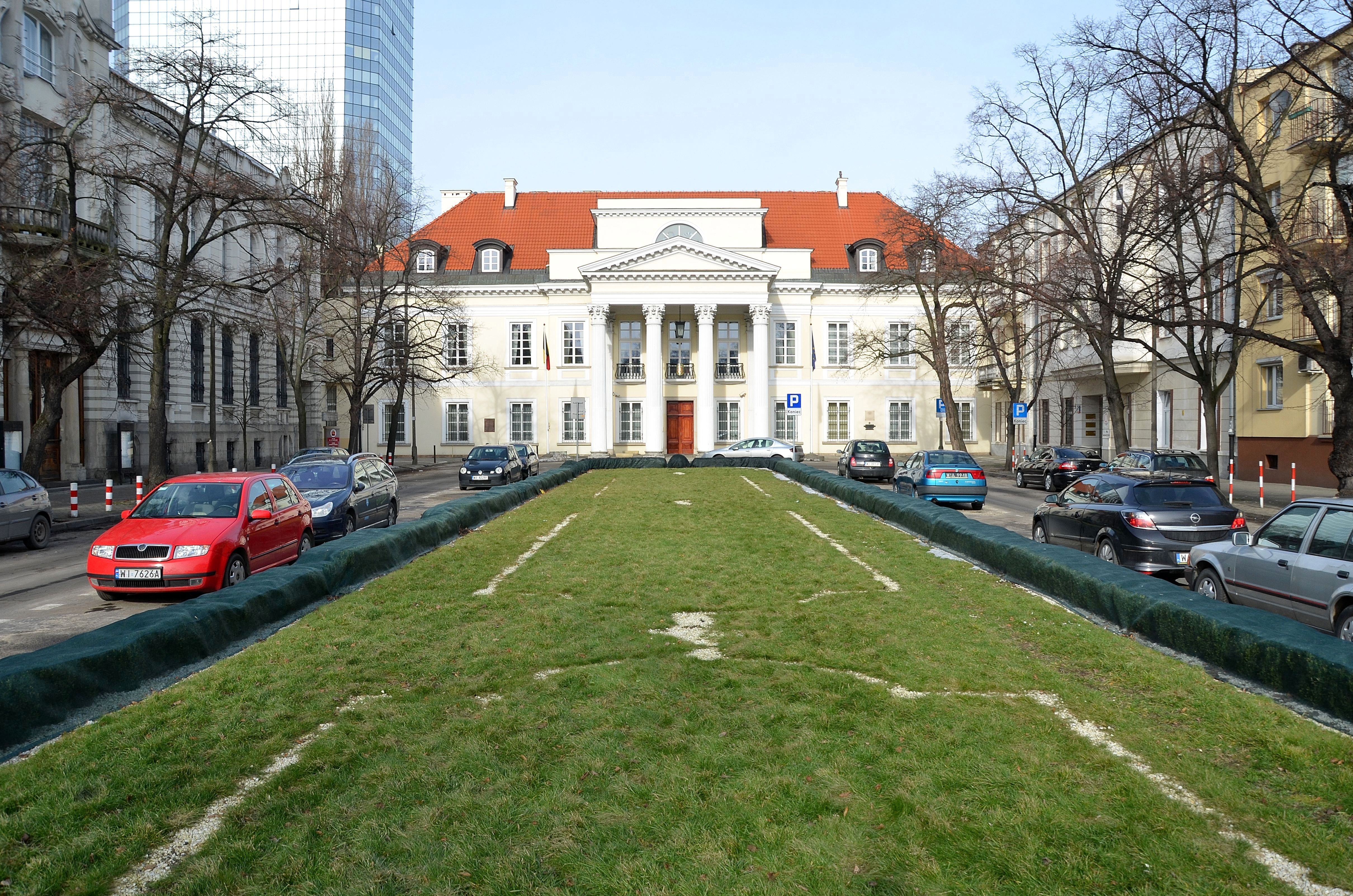
Embaixada da Bélgica em Varsóvia.

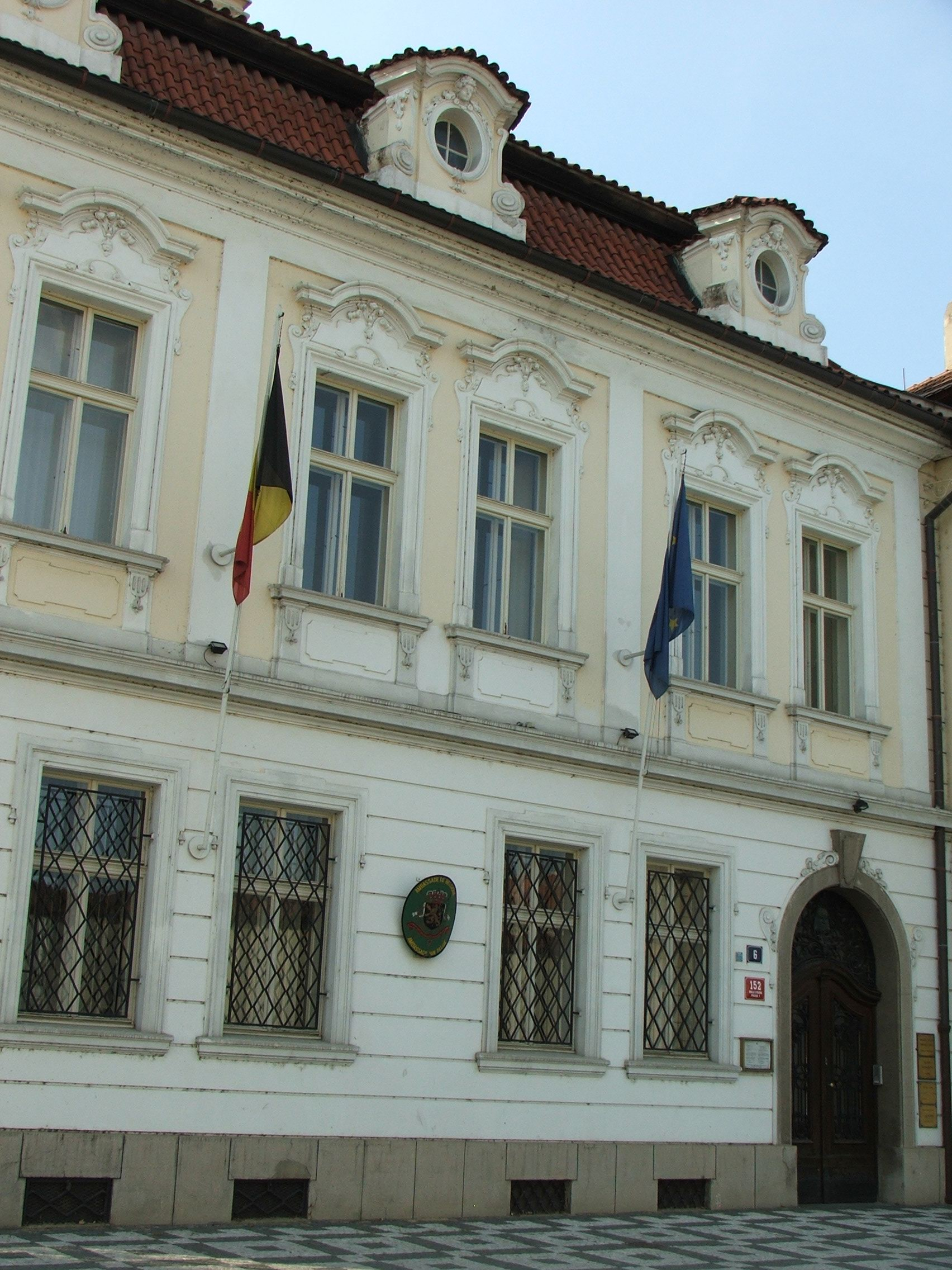
Embaixada da Bélgica em Praga.

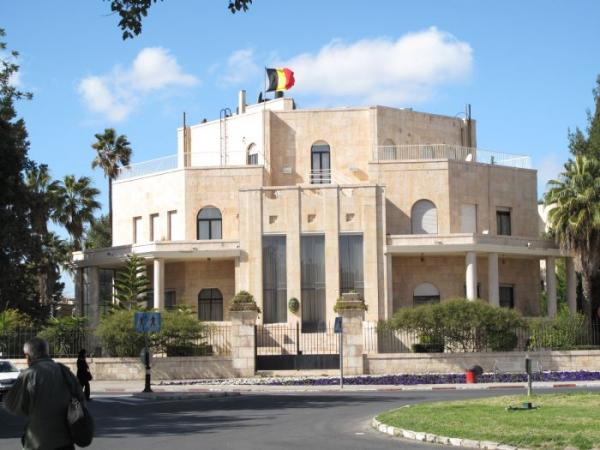
Consulado-Geral da Bélgica em Jerusalém.

Abaixo se encontram as embaixadas e consulados da Bélgica:

## Europa
- Alemanha
  - Berlim (Embaixada)
  - Colônia (Consulado)
- Áustria
  - Viena (Embaixada)
- Bulgária
  - Sófia (Embaixada)
- Chipre
  - Nicósia (Embaixada)
- Croácia
  - Zagreb (Embaixada)
- Dinamarca
  - Copenhague (Embaixada)
- Eslováquia
  - Bratislava (Embaixada)
- Eslovênia
  - Liubliana (Embaixada)
- Espanha
  - Madrid (Embaixada)
  - Alicante (Consulado)
  - Barcelona (Consulado)
  - Palma de Maiorca (Consulado)
  - Santa Cruz de Tenerife (Consulado)
- Estónia
  - Tallin (Embaixada)
- Finlândia
  - Helsinque (Embaixada)
- França
  - Paris (Embaixada)
  - Estrasburgo (Consulado-Geral)
  - Lille (Consulado-Geral)
- Grécia
  - Atenas (Embaixada)
- Hungria
  - Budapeste (Embaixada)
- Irlanda
  - Dublin (Embaixada)
- Itália
  - Roma (Embaixada)
- Letônia
  - Riga (Embaixada)
- Lituânia
  - Vilnius (Embaixada)
- Luxemburgo
  - Luxemburgo (Embaixada)
- Malta
  - Valeta (Embaixada)
- Noruega
  - Oslo (Embaixada)
- Países Baixos
  - Haia (Embaixada)
- Polónia
  - Varsóvia (Embaixada)
- Portugal
  - Lisboa (Embaixada)
- Reino Unido
  - Londres (Embaixada)
- Chéquia
  - Praga (Embaixada)
- Roménia
  - Bucareste (Embaixada)
- Rússia
  - Moscou (Embaixada)
- Santa Sé
  - Cidade do Vaticano (Embaixada)
- Sérvia
  - Belgrado (Embaixada)
  - Pristina, Kosovo (Gabinete de Ligação)
- Suécia
  - Estocolmo (Embaixada)
- Suíça 
  - Berna (Embaixada)
  - Genebra (Consulado-Geral)
- Ucrânia
  - Kiev (Embaixada)

## América
- Argentina
  - Buenos Aires (Embaixada)
- Brasil
  - Brasília (Embaixada)
  - São Paulo (Consulado-Geral)
  - Rio de Janeiro (Consulado)
- Canadá
  - Ottawa (Embaixada)
  - Montreal (Consulado-Geral)
  - Toronto (Consulado-Geral)
- Chile
  - Santiago (Embaixada)
- Colômbia
  - Bogotá (Embaixada)
- Costa Rica
  - San José (Embaixada)
- Cuba
  - Havana (Embaixada)
- Estados Unidos
  - Washington, D.C. (Embaixada)
  - Los Angeles (Consulado-Geral)
  - Nova Iorque (Consulado-Geral)
  - Atlanta (Consulado)
- Jamaica
  - Kingston (Embaixada)
- México
  - Cidade do México (Embaixada)
- Peru
  - Lima (Embaixada)
- Venezuela
  - Caracas (Embaixada)

## Oriente Médio
- Arábia Saudita
  - Riade (Embaixada)
- Bahrein
  - Manama (Embaixada)
- Emirados Árabes Unidos
  - Abu Dhabi (Embaixada)
- Irão
  - Teerã (Embaixada)
- Israel
  - Tel Aviv (Embaixada)
  - Jerusalém (Consulado-Geral)
- Jordânia
  - Amã (Embaixada)
- Kuwait
  - Kuwait (Embaixada)
- Líbano
  - Beirute (Embaixada)
- Catar
  - Doha (Embaixada)
- Síria
  - Damasco (Embaixada)
- Turquia
  - Ancara (Embaixada)
  - Istambul (Consulado-Geral)

## África
- Angola
  - Luanda (Embajada)
- Argélia
  - Argel (Embajada)
- Burquina Fasso
  - Ouagadougou (Embajada)
- Burundi
  - Bujumbura (Embajada)
- Camarões
  - Yaoundé (Consulado)
- Costa do Marfim
  - Abidjan (Embajada)
- Egito
  - Cairo (Embajada)
- Etiópia
  - Addis Abeba (Embajada)
- Gabão
  - Libreville (Embajada)
- Quênia
  - Nairóbi (Embajada)
- Líbia
  - Trípoli (Embajada)
- Mali
  - Bamako (Embajada)
- Marrocos
  - Rabat (Embajada)
  - Casablanca (Consulado-Geral)
  - Tânger (Consulado)
- Nigéria
  - Abuja (Embajada)
- República do Congo
  - Brazzaville (Embajada)
- República Democrática do Congo
  - Kinshasa (Embajada)
  - Lubumbashi (Consulado-Geral)
- Ruanda
  - Kigali (Embajada)
- Senegal
  - Dakar (Embajada)
- África do Sul
  - Pretória (Embajada)
  - Cidade do Cabo (Consulado-Geral)
  - Johannesburgo (Consulado-Geral))
- Tanzânia
  - Dar es Salaam (Embajada)
- Tunísia
  - Tunes (Embajada)
- Uganda
  - Kampala (Embajada)

## Ásia
- China
  - Pequim (Embaixada)
  - Cantão (Consulado-Geral)
  - Hong Kong (Consulado-Geral)
  - Xangai (Consulado-Geral)
- Coreia do Sul
  - Seul (Embaixada)
- Filipinas
  - Manila (Embaixada)
- Índia
  - Nova Deli (Embaixada)
  - Mumbai (Consulado-Geral)
- Indonésia
  - Jacarta (Embaixada)
- Japão
  - Tóquio (Embaixada)
- Cazaquistão
  - Astana (Embaixada)
- Malásia
  - Kuala Lumpur (Embaixada)
- Paquistão
  - Islamabad (Embaixada)
- Singapura
  - Singapura (Embaixada)
- Tailândia
  - Bangkok (Embaixada)
- Vietname
  - Hanói (Embaixada)

## Oceania
- Austrália
  - Camberra (Embaixada)

## Organizações Multilaterais
- - Estrasburgo (Missão Permanente do país ante o Conselho da Europa)
  - Genebra (Missão Permanente do país ante as Nações Unidas e outras organizações internacionais)
  - Nairóbi (Missão Permanente do país ante as Nações Unidas e outras organizações internacionais)
  - Nova Iorque (Missão Permanente do país ante as Nações Unidas)
  - Paris (Missão Permanente do país ante a OCDE e Unesco)
  - Roma (Missão Permanente do país ante a Organização das Nações Unidas para Agricultura e Alimentação)
  - Viena (Missão Permanente do país ante as Nações Unidas)